# لويس بافيز كونتريرز
لويس بافيز كونتريرز (بالإسبانية: Luis Pavez)‏ هو لاعب كرة قدم تشيلي في مركز الوسط، ولد في 25 يونيو 1988 في سانتياغو في تشيلي. لعب مع كولو-كولو ونادي بالستينو ونادي كوبريسال ونادي كوكيمبو أونيدو ويونيون إسبانيولا.

## وصلات خارجية
- لويس بافيز كونتريرز على موقع قاعدة بيانات كرة القدم.إي يو (الإنجليزية)
- لويس بافيز كونتريرز على موقع Soccerway.com (الإنجليزية)
- لويس بافيز كونتريرز على موقع AS.com (الإسبانية)